# NEEI
NEEI è il sesto album della cantante giapponese Masami Okui pubblicato il 23 agosto 2000 dalla Starchild. L'album ha raggiunto l'undicesima posizione della classifica degli album più venduti in Giappone, vendendo 27 340 copie.

## Tracce
1. Just do it (NEEI mix)
2. M.M FAMILY
3. CUTIE
4. TURNING POINT (L.A version)
5. Sunrise Sunset
6. OVER THE END
7. Monogatari (物語)
8. CHAOS
9. Hoka ni Nani ga... (ほかに何が...)
10. Moon
11. Sore wa Totsuzen Yatte Kuru (それは突然やってくる)
12. Ajisai (紫陽花)
13. eternal promise (version 091)
14. only one, No.1